# Cycas tropophylla
Cycas tropophylla — вид голонасінних рослин класу саговникоподібні (Cycadopsida).
Етимологія: грецький tropos — «човновий кіль» і phyllon — «листя», з чітко кілевими листками, які є унікальними у Північному В'єтнамі.

## Опис
Стовбури деревовиді або безстеблові, 0–1 м заввишки, 8–15 см діаметром у вузькому місці; 10–30 листків у кроні. Листки темно-зелені або сіро-зелені, напівглянсові, завдовжки 70–120 см. Пилкові шишки від вузько-яйцевидих до веретеновидих, оранжеві, завдовжки 15–30 см, 5–8 см діаметром. Мегаспорофіли 8–12 см завдовжки, коричнево-повстяні. Насіння яйцеподібне, 20–28 мм завдовжки, 18–25 мм завширшки; саркотеста жовта, не вкрита нальотом, товщиною 1–2 мм.

## Поширення, екологія
Країни поширення: В'єтнам. Рослини, що ростуть на голих крутих вапнякових кручах, без накопичення ґрунту біля коріння.

## Загрози та охорона
Рослини зустрічаються у англ. Cat Ba National Park в рамках англ. Cat Ba Biosphere Reserve.